# 市5線 (嘉義市)
市5線 後湖－埤子頭，是位於嘉義市的一條鄉道，北起嘉義市東區後湖，南至嘉義市東區埤子頭，全長3.506公里。

## 路線說明
嘉義市
- 東區：後湖（起點，台1線岔路）→ 忠孝一街 → 保義路 → 義教街 → 台林街口（市嘉6線） → 東義路（市嘉8線岔路） → 義教西路 → 埤子頭（終點，159線岔路）

## 沿線地標、設施
- 嘉義客運汽車調度站
- 阿里山森林鐵路跨線橋（鐵路）
- 林森國小

## 連接公路
- 台1線
- 市嘉6線
- 市嘉8線
- 159線